# Commonwealth
Pour les articles homonymes, voir Commonwealth (homonymie).
Le Commonwealth of Nations, communément appelé Commonwealth (litt. bien commun, richesse commune, prospérité partagée), est une organisation intergouvernementale composée de 56 États membres qui sont presque tous d'anciens territoires de l'Empire britannique.
Le Commonwealth a émergé au milieu du XXe siècle pendant le processus de décolonisation. Il est formellement constitué par la Déclaration de Londres de 1949 qui fait des États membres des partenaires « libres et égaux ». Le symbole de cette libre association est le roi Charles III qui est chef du Commonwealth. Le roi est également le chef d'État monarchique de 15 des royaumes du Commonwealth. Les autres États membres sont 36 républiques et 5 monarchies dont le monarque est différent.
Les États membres n'ont aucune obligation les uns envers les autres. Ils sont réunis par la langue, l'histoire, la culture et des valeurs décrites dans la Charte du Commonwealth telles que la démocratie, les droits de l'homme et l'État de droit.

## Membres initiaux et actuels

Membres du Commonwealth selon leur statut :
Républiques
Royaumes avec Charles III comme chef d'État
Autres monarchies

Le Commonwealth a vu le jour de manière informelle le 19 novembre 1926 avec la déclaration Balfour de 1926, et comportait sept membres fondateurs : le Royaume-Uni, l'Afrique du Sud, l'Australie, le Canada, l'État libre d'Irlande, la Nouvelle-Zélande et Terre-Neuve, c'est-à-dire le Royaume-Uni et les six dominions indépendants au sein de l'Empire britannique.
Le Commonwealth était composé de huit membres lors de l'arrivée d'Élisabeth II sur le trône, en 1952 : l'Afrique du Sud, l'Australie, le Canada, Ceylan, l'Inde (à cette date seule république du Commonwealth), la Nouvelle-Zélande, le Pakistan et le Royaume-Uni.
Les cinquante-six États membres actuels (2024) représentent 30 282 502 km2 de territoire sur les cinq continents. Leur population actuelle est estimée à 2 558 900 000 habitants, soit environ un tiers de l'humanité.
Trois États regroupent 80 % des habitants : l'Inde, le Bangladesh et le Pakistan, et le continent le plus représenté est l'Afrique, avec vingt-et-un pays membres.

## Histoire

### Fondation
Le Commonwealth tire ses origines des Conférences Impériales de la fin des années 1920, des conférences de Premiers ministres britanniques et coloniaux s'étant tenues périodiquement depuis 1887. Les dominions, États indépendants membres de l'Empire, ont vu leur pleine souveraineté garantie via la déclaration Balfour de 1926 et le Statut de Westminster de 1931, qui abolissaient les derniers droits d'ingérence qu'avait conservé le gouvernement britannique sur ces derniers. Le Commonwealth fut établi comme une association d'États indépendants et souverains, « librement associés » et égaux, dont l'adhésion reposait sur une allégeance commune à la couronne britannique. Aujourd'hui, deux pays membres n'ont jamais connu la domination britannique (Mozambique et Rwanda).

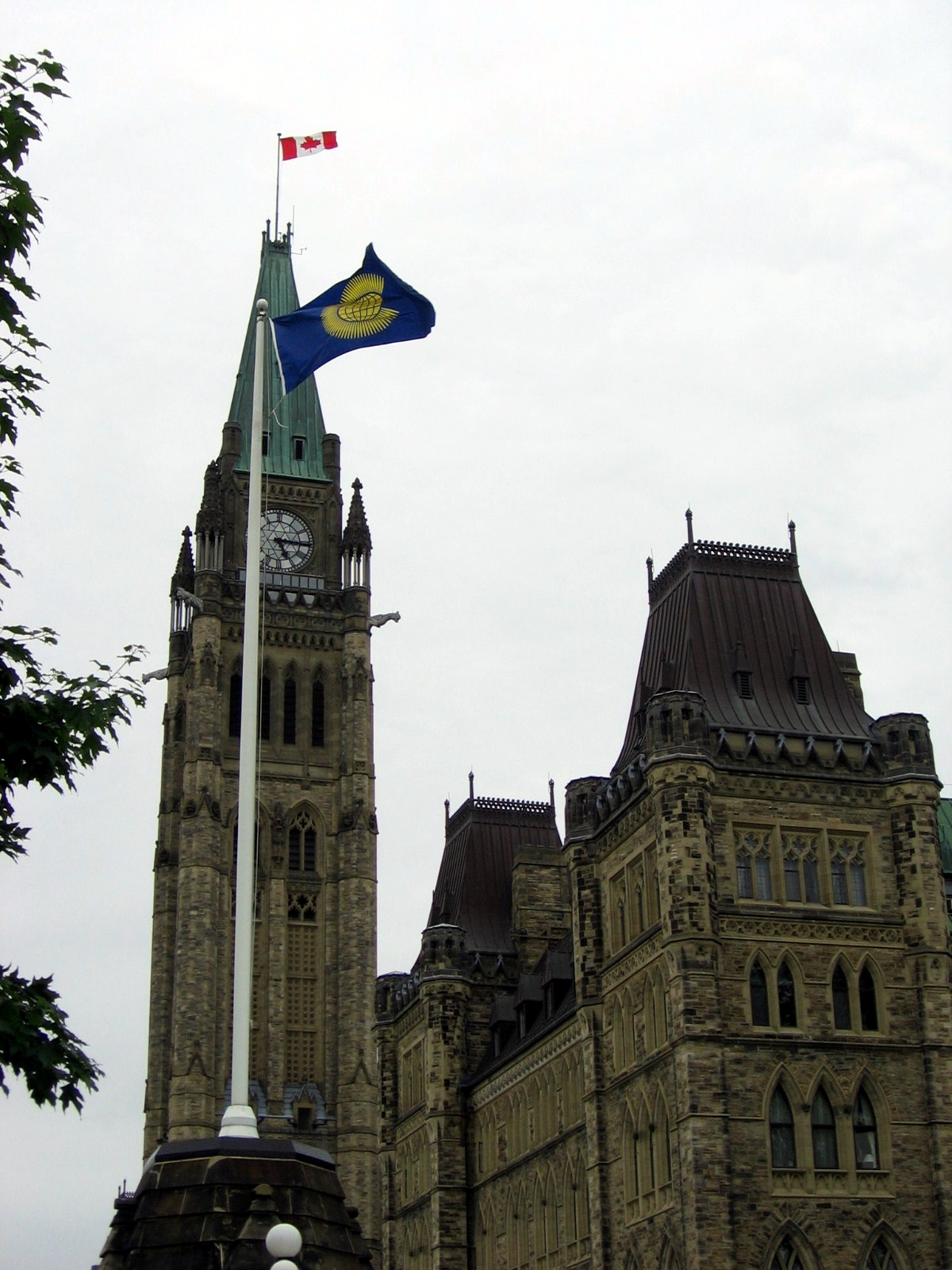
Le drapeau du Commonwealth flotte à Ottawa, Canada.

L'Empire fut en partie démantelé après la Seconde Guerre mondiale, à la suite de l'émergence de mouvements indépendantistes dans les territoires assujettis (particulièrement en Inde) et à l'affaiblissement du gouvernement britannique face au coût de la guerre. La rétrocession de Hong Kong à la Chine, en 1997, marque officieusement la « fin de l'Empire ».

### Évolution
Les membres fondateurs du Commonwealth dans les années 1920 sont le Royaume-Uni et les dominions : Afrique du Sud, Australie, Canada, État libre d'Irlande, Nouvelle-Zélande, et Terre-Neuve. Après la décision du Canada, en 1947, d'établir une loi spécifique régissant la nationalité canadienne, les chefs d'État du Commonwealth se sont réunis pour préparer l'adoption de législation spécifique concernant la citoyenneté et la nationalité.
L'Irlande en fut membre, mais a adopté une constitution républicaine en 1937. En 1949, après que l'Irlande eut mis fin à sa pratique consistant à faire nommer des diplomates irlandais par le roi britannique, le Commonwealth cessa de considérer l'Irlande comme un membre. Le Commonwealth s'est considérablement agrandi dans les dernières décennies : composé de dix membres en 1956, il en regroupait 54 le 6 juin 2021.
En 1932, les accords d'Ottawa instaurent le système de préférence impériale : les membres du Commonwealth bénéficient d'une réduction des droits de douane lorsqu'ils commercent avec d'autres États membres. À l'inverse, les États non membres du Commonwealth doivent payer des droits de douane plus importants pour commercer avec les pays membres. L'objectif de ces accords est d'établir un système de libre-échange parmi les membres de l'Empire britannique.
Le British Nationality Act (en) de 1948 a accordé le statut de « citoyen du Royaume-Uni et des colonies » (CUKC) à toute personne née au Royaume-Uni ou dans l'une des colonies de l'empire. Ces personnes étaient simultanément « citoyens du Commonwealth ». Jusqu'au Commonwealth Immigrants Act (en) de 1962, tout citoyen du Royaume-Uni et des colonies pouvait librement entrer et résider sur le territoire du Royaume Uni. La loi de 1948 permettait l'obtention d'une double nationalité, sauf pour les citoyens du Commonwealth ou les sujets britanniques ayant adopté la nationalité de l'État en question : en d'autres termes, une personne demandant la citoyenneté canadienne, par exemple, perdait le statut de CUKC. Le British Nationality Act de 1964 permettait toutefois aux personnes ayant abandonné leur citoyenneté britannique au profit de la nationalité d'un État membre du Commonwealth de reprendre leur nationalité originelle. Il empêchait aussi toute personne menacée de devenir apatride de perdre son statut de CUKC. La même année, une autre loi permet aux citoyennes du Royaume-Uni et des colonies de transmettre leur statut à leur enfant si celui-ci risque sinon de devenir apatride. En règle générale, la transmission de nationalité ne pouvait se faire que par le père.
Le Commonwealth s'est considérablement agrandi depuis son début. Le début du Commonwealth moderne fut marqué en 1947 par l’indépendance de l’Inde, qui conserva néanmoins des liens avec le Commonwealth. Composé de dix membres outre les anciennes colonies en 1956, il en regroupe plus de cinquante en 2000. L’augmentation se fit surtout pendant les années 1940 et les années 1960, période durant laquelle plusieurs pays d'Asie et d'Afrique ont accédé à l'indépendance et ont décidé de se joindre à l'organisation à titre d'États souverains. Depuis lors, bon nombre de petits pays des Antilles, de l'océan Indien et des îles du Pacifique sont venus à leur tour grossir les rangs.
À l'opposé, lors de la conférence du Commonwealth de 1961 (en), l'Afrique du Sud devait renouveler son adhésion parce qu'elle était devenue une république. Mais les pays membres à population non blanche, ainsi que le Canada, s'y opposent à cause de l'apartheid en Afrique du Sud. Devant cette opposition l'Afrique du Sud se retire. C'est en 1994, après l'abrogation de l'apartheid et sous la présidence de Nelson Mandela, que l'Afrique du Sud revient dans le Commonwealth.
Deux événements significatifs pour l’histoire du Commonwealth : en 1971, la Singapore Declaration of Commonwealth Principles (en), qui propose de se rallier aux principes éthiques des droits de l'homme et à l'égalité raciale et économique. Ensuite, la création du Commonwealth Fund for Technical Cooperation (CFTC) qui permet une coopération technique pour les pays membres.
En 1949, les membres du Commonwealth sont convenus que la monarchie britannique devait être le symbole de la libre association des nations membres et, en tant que tel, « chef du Commonwealth », indépendamment du fait qu'un pays membre en fasse ou non son chef d'État. Charles III est le monarque de 15 « royaumes » parmi les 56 pays membres, et chef du Commonwealth pour tous. Il est présent à tous les sommets, mais il ne participe pas aux réunions.
En 1995, le Mozambique, devient le premier pays n'ayant pas de relation historique avec le Royaume-Uni à rejoindre le Commonwealth, suivi en 2009 par le Rwanda. Le Gabon et le Togo rejoignent le Commonwealth le 25 juin 2022.
Le 2 octobre 2013, la Gambie, alors sous la présidence autoritaire de Yahya Jammeh, annonce son retrait « avec effet immédiat » du Commonwealth, « une institution néo-coloniale ». Le Commonwealth avait demandé un meilleur respect des droits de l'homme dans le pays. En février 2017, peu après son élection à la présidence de la Gambie, Adama Barrow annonce sa volonté de réintégrer le Commonwealth. La Gambie est de nouveau membre du Commonwealth depuis le 8 février 2018.
Le 13 octobre 2016, en réponse là aussi aux exigences de l'organisation en matière de droits de l'homme, les Maldives du président autocrate Abdulla Yameen annoncent leur retrait du Commonwealth. Vainqueur de l'élection présidentielle de septembre 2018, le démocrate Ibrahim Mohamed Solih annonce son intention de postuler à la réintégration des Maldives dans le Commonwealth.
L'appartenance au Commonwealth n'interdit pas l'adhésion à d'autres organismes. L'Organisation internationale de la francophonie regroupant principalement les anciens territoires de l'empire colonial français comprend onze membres communs avec le Commonwealth et d'autres nations francophones étaient intéressées, à la fin des années 2000, par cette association.

## Structure

### Chef du Commonwealth

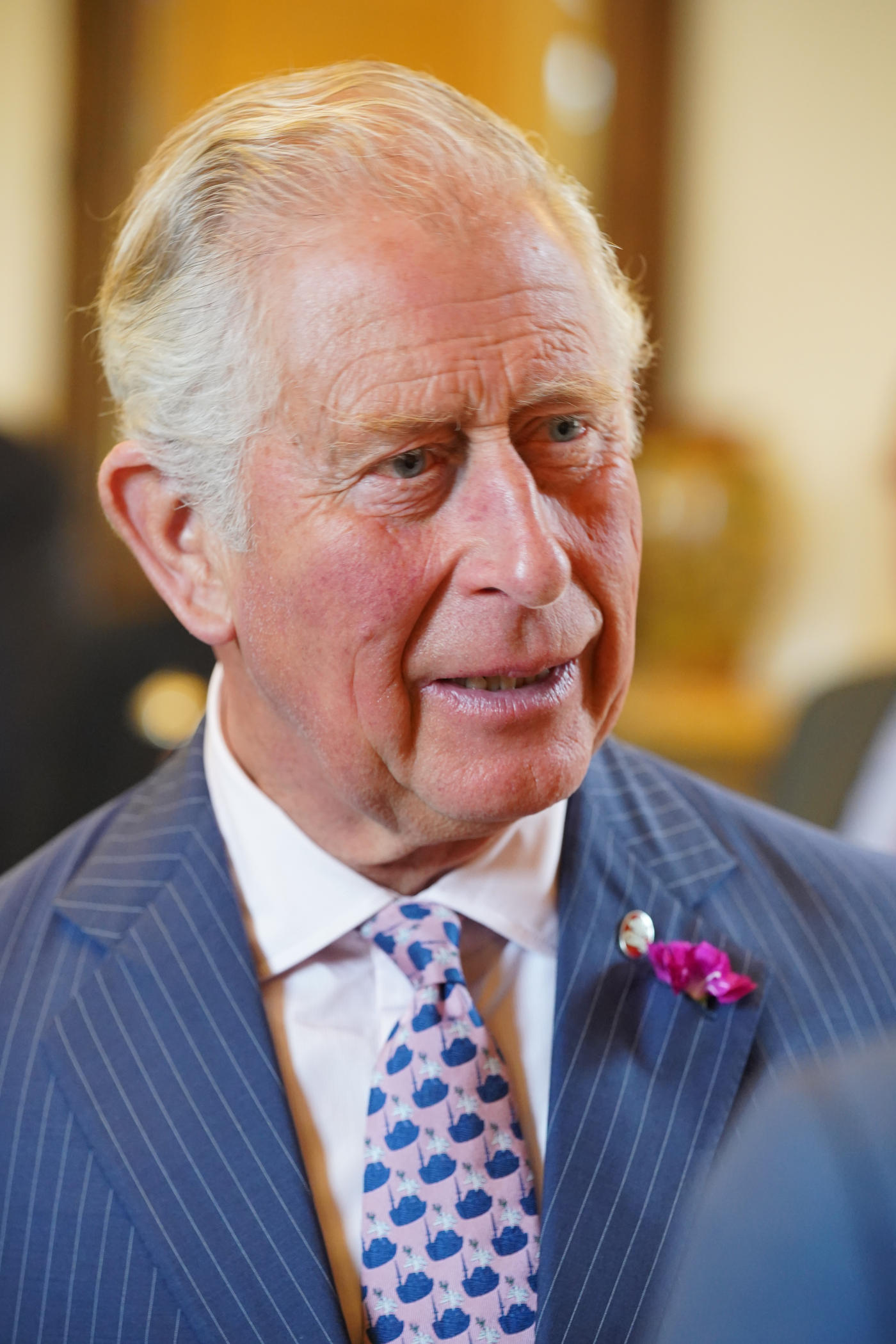
Charles III, chef du Commonwealth.

La position de chef du Commonwealth a été créé par la Déclaration de Londres (en) de 1949 pour George VI, qui était précédemment roi de tous les États membres du Commonwealth : il s'agissait alors de permettre à l'Inde, qui s'apprêtait à devenir une république, de rester au sein de l'organisation.
Il s'agit d'une fonction symbolique qui représente la libre association des États membres.
Charles III est l'actuel chef du Commonwealth. Le titre fait partie de son titre officiel dans chacun des quinze royaumes du Commonwealth dont il est chef d'État. Le titre n'est toutefois pas héréditaire et à la mort de l'actuel monarque le successeur de la Couronne ne deviendra pas automatiquement chef du Commonwealth. Cependant, lors du sommet de Windsor, le 20 avril 2018, les dirigeants des pays du Commonwealth ont décidé par consensus que le prince Charles succéderait à sa mère comme chef du Commonwealth.

### Réunion des chefs de gouvernement
La réunion des chefs de gouvernement du Commonwealth (Commonwealth Heads of Government Meeting ou CHOGM) est l'héritière des conférences impériales et coloniales puis des réunions des Premiers ministres du Commonwealth et est aujourd'hui le principal organe de décision du Commonwealth. Elle est organisée tous les deux ans et réunit les chefs de gouvernement (Premier ministre ou président) des pays membres.
Des réunions réunissant les ministres des Finances de la Justice ou de la Santé des États membres ont également lieu régulièrement.
Les membres suspendus ne participent pas aux réunions.
Le chef du gouvernement, hôte de la réunion des chefs de gouvernement, est appelé « président en exercice du Commonwealth » (Commonwealth Chairperson-in-Office) et garde ce titre jusqu'à l'ouverture de la réunion suivante.

### Secrétariat

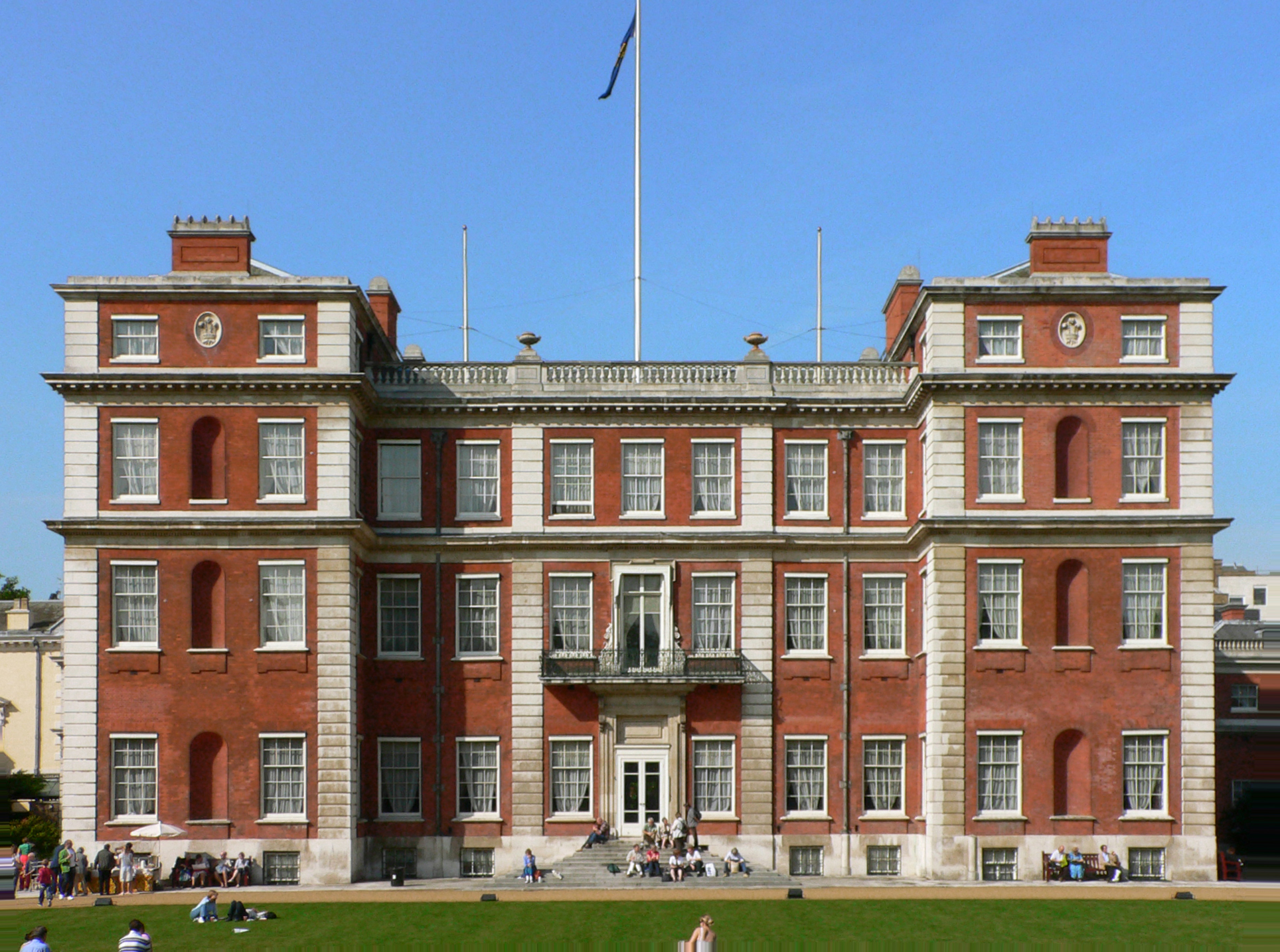
Marlborough House, à Londres, est le siège du secrétariat du Commonwealth.

Le secrétariat du Commonwealth, créé en 1965, est le principal organe permanent du Commonwealth et est chargé de faciliter les consultations et coopérations entre les gouvernements des États membres. Le secrétariat représente le Commonwealth à l'Assemblée générale des Nations unies en tant qu'observateur. Il est responsable de l'organisation des sommets du Commonwealth, rencontres des ministres, des rencontres consultatives et des discussions techniques et aide au développement des politiques. Il procure aussi une assistance technique aux gouvernements dans le domaine du développement social et économique et en soutien aux valeurs du Commonwealth.
Le secrétariat est dirigé par le secrétaire général du Commonwealth élu par les chefs de gouvernement du Commonwealth pour un mandat de quatre ans renouvelable une fois. L'actuelle secrétaire générale est Shirley Ayorkor Botchway du Ghana depuis le 1er avril 2025.

### Citoyenneté du Commonwealth et diplomatie
En raison de leur histoire commune, les États membres du Commonwealth ne se considèrent généralement pas comme « étrangers » les uns aux autres,,. Ainsi, entre eux, les États membres ne s'échangent pas des ambassadeurs mais des hauts-commissaires. Ceux-ci sont considérés comme les représentants de leur gouvernement et pas du chef d'État comme le serait un ambassadeur.
Dans les pays tiers dans lequel leur propre pays n'est pas représenté, les citoyens du Commonwealth peuvent faire appel à l'assistance consulaire de l'ambassade britannique locale.
De plus, certains États accordent aux citoyens du Commonwealth une préférence par rapport aux citoyens d'autres pays qui vivent sur leur territoire. Par exemple, le Royaume-Uni et d'autres pays, principalement dans les Caraïbes, accordent le droit de vote aux citoyens du Commonwealth dans les mêmes conditions que les citoyens du pays.

## Politique
La réunion des chefs de gouvernement du Commonwealth a lieu tous les deux ans (la dernière s'est déroulée en 2024) ; à cette occasion, les participants discutent des grandes questions politiques, économiques et sociales, de leur incidence sur leurs pays respectifs et des mesures à adopter, au sein du Commonwealth ou conjointement dans d'autres organes internationaux. Avant 1971, toutes les réunions se tenaient à Londres ; depuis, elles se déroulent chaque fois dans un pays différent, le chef de gouvernement du pays hôte en assume la présidence. Un communiqué est publié à l'issue de chaque réunion. Il arrive qu'une déclaration soit faite pour énoncer une série d'objectifs et de principes généraux communs.

### Objectifs
Le Commonwealth fait la promotion d'une série de valeurs communes à ses membres telles que l'égalité, la non-discrimination, la démocratie et la primauté du droit. La déclaration de (en) Harare de 1991 a reconnu l'importance particulière qu'il accorde aux droits de la personne, à l'éthique démocratique, à l'égalité des Humains, au développement durable et à la protection de l'environnement; la Commonwealth Human Rights Initiative est chargée d'en promouvoir les objectifs. Au cours du temps, il s'est spécialisé dans certains domaines, ce qui lui a permis d'aider directement ses membres à faire face à des problèmes communs ou particuliers. En effet, ceux-ci bénéficient de l'appui d'un vaste réseau d'organismes privés, bénévoles et professionnels, comprenant entre autres des associations juridiques, médicales, d'universités et de parlementaires, des professionnels et des organisations médiatiques et sportives. Partageant une langue de travail commune et des systèmes juridiques, d’administration publiques et d’éducation semblables, le Commonwealth s’est érigé sur un passé commun pour devenir une association dynamique d’États en harmonie avec le monde moderne.
Par ailleurs, le Commonwealth joue un rôle important pour le progrès social et économique de ses membres. Le CFTC (Fonds du Commonwealth pour la coopération technique) a soutenu les efforts des pays membres en développement afin d'accélérer le rythme de leur croissance économique. Il fournit, à court terme, les compétences techniques manquantes ou insuffisantes afin de permettre aux gouvernements concernés dans des domaines aussi divers que les exportations et la promotion industrielle, les services juridiques et économiques de haut niveau, et, à plus long terme, il assure tout un éventail de programmes de formation dans les secteurs considérés comme les piliers du développement économique. L'association des pays du Commonwealth crée donc des programmes de solidarité et de coopération internationale pour aider les petits États membres. Il servait aussi d'aide aux autres pays en guerre.

## Culture

Drapeau du Commonwealth.

Icône du Commonwealth sur Wikipedia.

### Sports
Les Jeux du Commonwealth ont lieu tous les quatre ans. Seuls les 56 pays du Commonwealth peuvent participer.

### Système politique
En 1947, l'Inde fut le premier État à sortir du système établi en quittant l'Empire britannique pour devenir une république. Elle ne pouvait théoriquement pas être membre du Commonwealth, puisque le monarque anglais ne représentait plus rien pour elle. Toutefois, le nouvel État souhaitant rester membre de l'organisation, les dirigeants politiques des États membres ont trouvé un accord allant dans ce sens. C’est la déclaration de Londres du 26 avril 1949, qui stipule que l’appartenance à l’organisation ne peut plus être basée sur une allégeance à la Couronne britannique. L’Inde a ainsi ouvert la porte au Pakistan, au Sri Lanka, puis à toutes les nouvelles républiques et monarchies avec un souverain local, qui composent l'actuel Commonwealth.
La déclaration de Londres confirme que le monarque britannique reste le personnage le plus important dans chacun des royaumes du Commonwealth et garde certaines prérogatives, comme le commandement des forces militaires ou la création de lois. Dans cette même déclaration, les dirigeants reconnaissent et s’accordent sur le fait que les membres du Commonwealth des Nations sont : « Libres et égaux, coopérant librement dans le même but de paix, de liberté et de progrès ».

Depuis 1949, le chef du Commonwealth ne dispose d'aucun pouvoir effectif sur chacun des États membres, y compris les monarchies dont il est le chef d'État, et le Royaume-Uni n'a plus de position hiérarchique supérieure dans l'organisation.

## Personnalités
- Viela Tupou, femme politique et diplomate tongienne.